# Беклемишев, Константин Владимирович
Константин Владимирович Беклемишев (25 сентября 1928, Пермь — 13 сентября 1983) — советский зоолог, специалист по беспозвоночным. Доктор биологических наук, профессор МГУ.

## Биография
Родился в семье Владимира Николаевича Беклемишева — учёного-биолога, специалиста в области сравнительной анатомии и биоценологии. Мать, Нина Петровна (урождённая Колпенская, 1901—1971), была врачом.
В 1945 году поступил на Биолого-почвенный факультет МГУ им. Ломоносова. После окончания МГУ в 1950 году, с отличием, по кафедре зоологии беспозвоночных поступил в аспирантуру Института океанологии АН СССР и в дальнейшем работал в этом институте. Участвовал во многих экспедициях и является автором ряда классических работ по распределению планктона в Мировом океане. Доктор биологических наук.
В 1969 году перешёл в МГУ, где до конца дней работал профессором кафедры зоологии и сравнительной анатомии беспозвоночных.
Руководитель научно-исследовательских работ Беломорской биологической станции МГУ (1972—1983). По его инициативе в 1973 году на морскую практику стали вывозить студентов первого курса.
Похоронен на Ваганьковском кладбище.

## Научные интересы
К. В. Беклемишев был крупнейшим специалистом по экологии и биогеографии планктона в Мировом океане… Ему удалось провести полномасштабное районирование пелагиали Мирового океана, связав типы ареала планктонных организмов с водными массами и циркуляцией вод. Таким образом, получили обоснование биогеографические границы в такой подвижной, лишённой видимых границ среде как океаническая пелагиаль— Биографическая справка